# Günther Mull
Günther Mull war ein deutscher Turner.
Mull startete für Lübeck. Im Jahr 1957 wurde er Deutscher Meister im Pferdsprung. Im Jahr 1957 wurde er Deutscher Meister im Pferdsprung. Im Sommer 1957 war er Mitglied der Juniorennationalriege und belegte beim Länderkampf mit der Schweiz in Ulm den 10. Rang.